# Američki predsjednik (1995.)
Američki predsjednik (eng. The American President) je američka romantična komedija iz 1995. godine koju je režirao Rob Reiner, a čiji scenarij potpisuje Aaron Sorkin. U filmu su glavne uloge ostvarili Michael Douglas, Annette Bening, Martin Sheen, Michael J. Fox i Richard Dreyfuss. Radnja filma vrti se oko Predsjednika SAD-a Andrewa Shepherda (Douglas), udovca koji započinje romantičnu vezu s privlačnom lobisticom Sydney Ellen Wade (Bening) (koja se upravo doselila u Washington), dok istovremeno pokušava progurati svoj novi zakon o kontroli kriminala.
Skladatelj glazbe Marc Shaiman bio je nominiran za nagradu Oscar u kategoriji najbolje originalne glazbe u mjuziklu ili komediji. Sam film nominiran je za Zlatni globus u kategorijama najboljeg redatelja, scenarija, glavnog glumca (Douglas), glavne glumice (Bening) i filma (mjuzikl/komedija). Američki filmski institut postavio je film Američki predsjednik na 75. mjesto najvećih filmskih ljubavnih priča.

## Kritike
Tijekom službenog kino prikazivanja, film Američki predsjednik ostvario je skromni box-office rezultat, zaradivši sveukupno u svijetu 108 milijuna dolara. Međutim, u godinama koje su uslijedile postao je pravi hit na videu i kabelskoj televiziji.
Film je bio hvaljen od strane kritičara. Siskel i Ebert dali su mu "dva palca gore", a obojica su bila iznenađena kako je film dobar s obzirom na to da ga je režirao Rob Reiner (njegov prethodni film, North, obojica su proglasili najgorim filmom te godine). Siskelu su se najviše dojmile glumačke izvedbe Douglasa i Bening. Prema popularnoj stranici Rotten Tomatoes, 90% kritičara filmu je dalo pozitivne recenzije, iako su neki naglasili da je davanje uloga Michaelu Douglasu i Martinu Sheenu koji fizički sliče bila loša odluka, jer su zbunjivali mnoge gledatelje oko svojih likova.

## Utjecaj naZapadno krilo
Aaron Sorkin priznao je u intervjuu za TV Guide da je za vrijeme pisanja scenarija za Američkog predsjednika uzimao kokain, a mnogi segmenti samog scenarija inspirirali su kasniju televizijsku seriju Zapadno krilo čiji je Sorkin kreator. Obje produkcije prate zaposlenike poprilično idilične Bijele kuće i, kao mnogi drugi Sorkinovi projekti, dijele istu ideologiju. Čak je i set Ovalnog ureda u filmu kasnije iskorišten za seriju Zapadno krilo.
Utjecaj filma izrazito je vidljiv u prvim epizodama serije; neki dijalozi su gotovo identični. Sorkin je izjavio da je puno stvari koje se događaju tijekom prve sezone serije zapravo preuzeo od neiskorištenog materijala filma.
Jedna od stvari koje se spominju u filmu, a kasnije razrađuju u seriji je zakon o kontroli oružja, spomenut u epizodi Five Votes Down. Iako u filmu Zakon povuče sam Predsjednik Shepherd, u seriji Predsjednik Bartlet i njegovo osoblje vrlo intenzivno rade kako bi ga poduprli, iako su svjesni svih njegovih nedostataka. Puno znamenitiji zaplet događa se oko "proporcionalnog odgovora" na vojne napade na američke baze koje se nalaze u inozemstvu. U filmu, Andrew Shepherd nalazi se u kriznoj sobi primoran odobriti napad na Libiju, istovremeno izgovorivši rečenicu: "Jednoga dana netko će mi morati objasniti poantu proporcionalnog odgovora". U trećoj epizodi serije, A Proportional Response, Predsjednik Bartlet nađe se u vrlo sličnoj situaciji (Sirijska obavještajna služba srušila je američki zrakoplov u Jordanu i ubila nekoliko Amerikanaca među kojima je bio i Predsjednikov osobni liječnik) kad izgovori rečenicu: "Koja je poanta proporcionalnog odgovora?". U oba slučaja, Predsjednik odobrava vojne napade iako je razlika u tome što u filmu Predsjednik Shepherd ne razmišlja o civilnim ciljevima, dok Predsjednik Bartlet želi bombardirati civilni aerodrom u Siriji; na kraju se ipak odlučuje za sličnu akciju kakva je upotrijebljena i u filmu.
Globalno vijeće obrane, izmišljena institucija u kojoj radi Sydney Wade, također se spominje i u seriji, u epizodi The Drop-In, kao i u kasnijim epizodama.
U filmu, Sydney Ellen Wade otpuštena je s njezine pozicije lobistice nakon što Predsjednik donese odluku koja direktno utječe na njezino radno mjesto. U posljednjoj epizodi treće sezone serije Zapadno krilo, zamjenik predstojnika ureda Josh Lyman služi se vrlo sličnom taktikom koja rezultira otpuštanjem Amy Gardner. U trenutku kad se to događa, Josh i Amy nalaze se u vezi, kao što je slučaj i u filmu s Predsjednikom Shepherdom i Sydney Wade.
U filmu, Predsjednik Shepherd spominje guvernera Stackhousea, dok u seriji postoji stanoviti senator Howard Stakshouse iz Minnesote koji se pojavljuje u dvije epizode: The Stackhouse Filibuster i The Red Mass. Na isti način, u filmu francuski predsjednik d'Astier dolazi na državnu večeru, a čini se da je to isti lik koji se spominje i u seriji.
Nekoliko glumaca iz filma pojavljuje se i u seriji, uključujući Martina Sheena kao Predsjednik Josiah Bartlet, Anna Deavere Smith kao savjetnica za nacionalnu sigurnost dr. Nancy McNally, Joshua Malina kao direktor komunikacija Will Bailey, Nina Siemaszko kao Ellie Bartlet, Ron Canada kao zamjenik državnog tajnika Theodore Barrow i Thom Barry kao kongresmen Mark Richardson.

## Također pogledajte
- Zapadno krilo
- Aaron Sorkin